# Impact Homecoming
Impact Homecoming est un événement de catch (lutte professionnelle) produite par la promotion américaine, Impact Wrestling. 

## Historique des Homecoming
| # | Événement         | Date            | Ville               | Lieu           | Main Event                                                         | Réf   |
| - | ----------------- | --------------- | ------------------- | -------------- | ------------------------------------------------------------------ | ----- |
| 1 | Homecoming (2019) | 6 janvier 2019  | Nashville, Tenessee | The Asylum     | Johnny Impact (c) vs. Brian Cage pour le Impact World Championship | ,     |
| 2 | Homecoming (2021) | 31 juillet 2021 | Nashville, Tenessee | Skyway Studios | Eddie Edwards vs. W. Morrissey dans un Hardcore match              | [ 3 ] |